# ریژائو
ریژائو (به لاتین: Rizhao) یک شهر مرکزی در جمهوری خلق چین است که در شاندونگ واقع شده‌است. ریژائو ۵٬۳۱۰ کیلومترمربع مساحت و ۲٬۸۰۱٬۱۰۰ نفر جمعیت دارد.

## خواهرخوانده
شهرهای شونبک، آلهامبرا، کالیفرنیا و رجو نل امیلیا خواهرخوانده‌های ریژائو هستند.

## نگارخانه

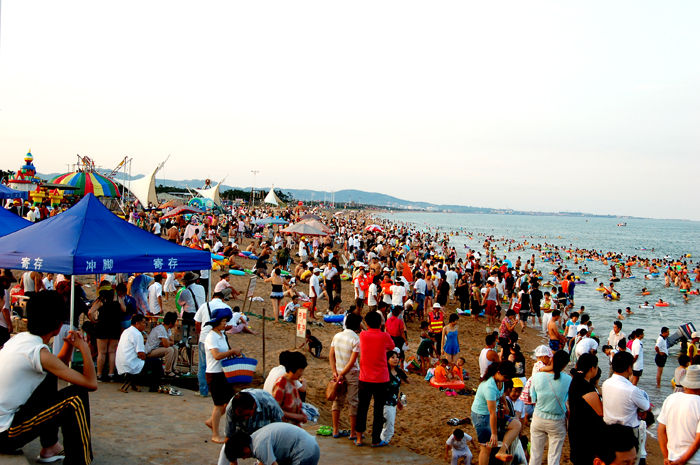
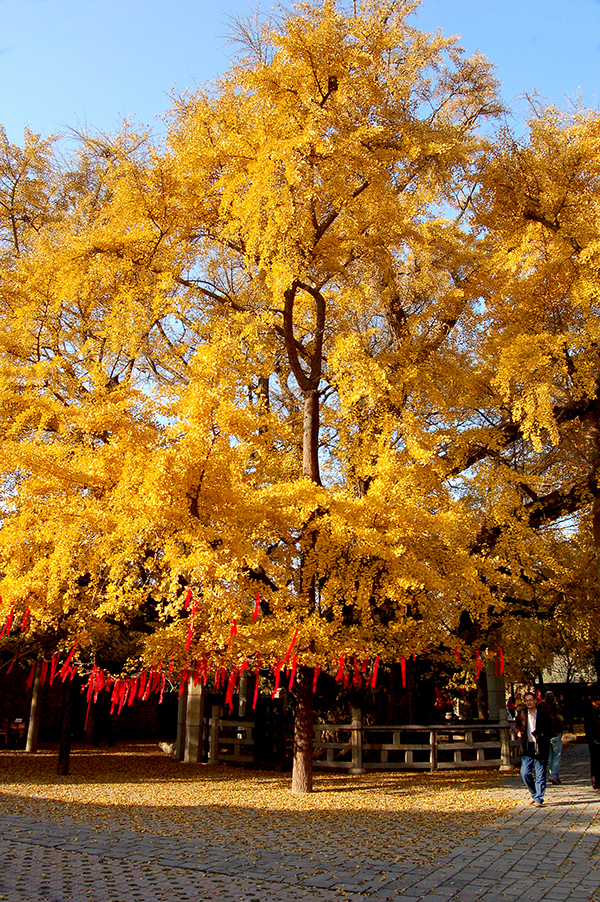
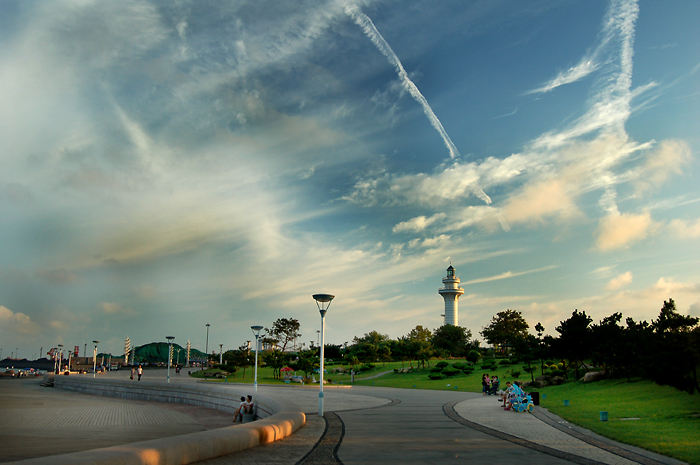
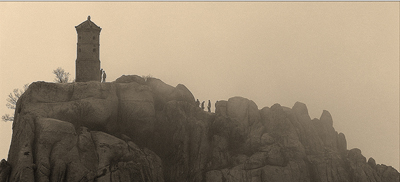